# Cissus longipedunculata
Cissus longipedunculata är en vinväxtart som beskrevs av Teijsm. & Binn.. Cissus longipedunculata ingår i släktet Cissus och familjen vinväxter. Inga underarter finns listade i Catalogue of Life.